# Di padre in figlio
Di padre in figlio è un film del 1982, diretto da Alessandro Gassmann e Vittorio Gassman.